# Distretti di Gibuti

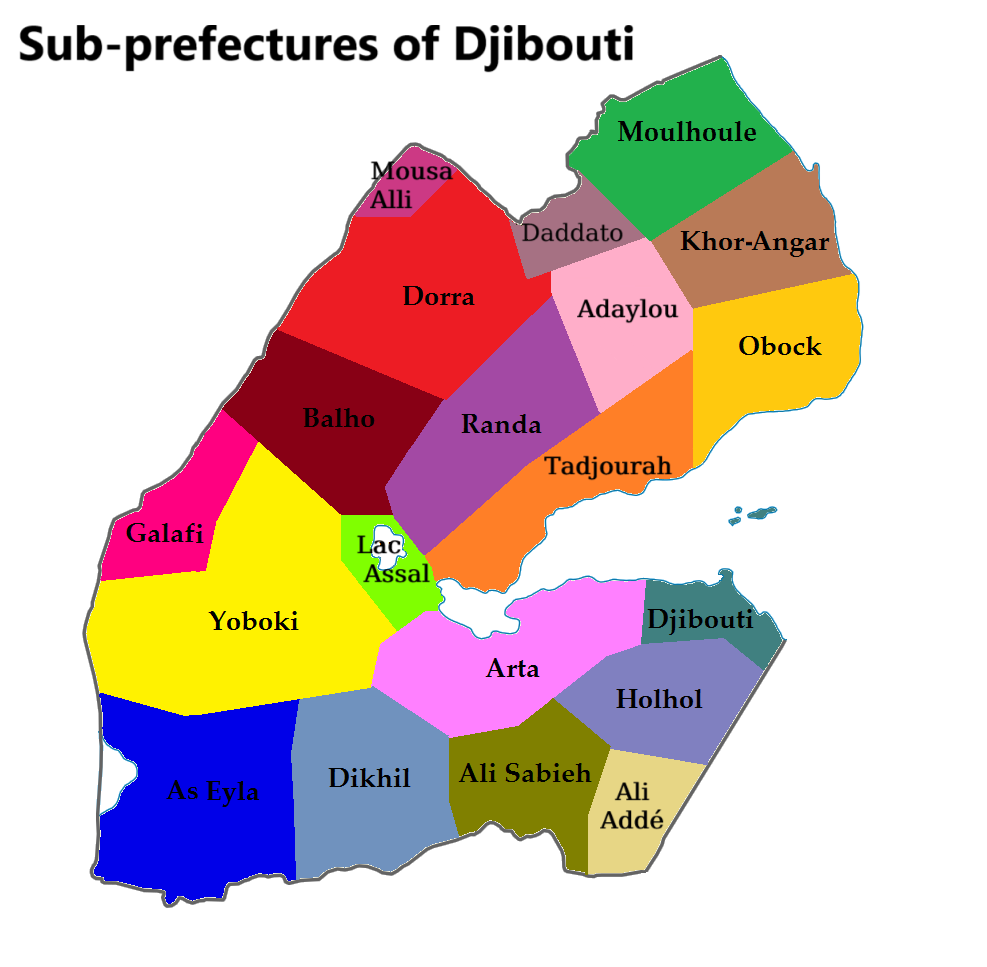
Distretti di Gibuti.

I distretti di Gibuti sono venti e rappresentato il secondo livello amministrativo di Gibuti, che come primo livello di suddivisione presenta cinque regioni oltre l'omonima capitale dello stato.
I distretti sono:
- Distretto di Holhol
- Distretto di Ali Sabieh
- Distretto di As Eyla
- Distretto di Balha
- Distretto di Dorra
- Distretto di Gibuti
- Distretto di Obock
- Distretto di Randa
- Distretto di Tagiura
- Distretto di Yoboki
- Distretto di Dikhil
- Distretto di Lake Asal
- Distretto di Arta
- Distretto di Khor Angar
- Distretto di Moulhoule
- Distretto di Adailou
- Distretto di Galafi
- Distretto di Dadda'to
- Distretto di Mousa Ali
- Distretto di Ali Adde